# Snehvide (film fra 2025)
Snehvide er en amerikansk film fra 2025, der er produceret af Disney og instrueret af Marc Webb. Den er en nyfortolkning med rigtige skuespillere af Walt Disneys succesfulde tegnefilm Snehvide og de syv dværge fra 1937

## Handling
Filmen er en nyfortolkning med rigtige skuespillere af Disneys succesfulde tegnefilm Snehvide og de syv dværge fra 1937 om prinsesse Snehvide og hendes stedmor, den onde dronning, som igen er en genfortælling af et eventyr nedskrevet af brødrene Grimm i 1812.

## Medvirkende
- Rachel Zegler som Snehvide
- Emilia Faucher som den unge Snehvide
- Gal Gadot som dronningen, Snehvides stedmor
- Andrew Burnap som Jonathan
- Ansu Kabia som jægeren[2]
- Hadley Fraser og Lorena Andrea som Snehvides forældre

## Modtagelse
Filmen blev allerede inden sin premiere udsat for kritik fra forskellig side. Blandt andet blev den kritiseret for politisk korrekthed, fordi hovedrollen som Snehvide spilles af Rachel Zegler, der har colombiansk baggrund. Nogle debattører mente, at dette ikke passede med beskrivelsen af Snehvides hud som "hvid som sne". Ligeledes har debattører været utilfredse med, at Zegler har kaldt prinsen i eventyret for en stalker. Filmen fik premiere under  Gazakrigen 2023-2025, og det har både vakt kritik, at Zegler har kritiseret den amerikanske præsident Donald Trump og Israels krigsførelse i Palæstina, og at Gal Gadot, der spiller Snehvides onde stedmor, støtter Israel, hvor hun selv er fra og har gjort militærtjeneste. Med hensyn til de syv dværge har bl.a. skuespilleren Peter Dinklage, der selv har dværgvækst, udtalt, at det ville have været et tilbageskridt at lade mennesker med dværgvækst gengive tegnefilmens dværge. Det har filmen heller ikke gjort, hvilket fik en anden skuespiller med dværgvækst, Jason Acuña, til at kritisere Disney for at fratage en minoritet jobmuligheder.

### USA
På det amerikanske websted Rotten Tomatoes, der opsummerer amerikanske mediers filmanmeldelser, var kun 46 % af de 123 indsamlede anmeldelser positive med en gennemsnitlig vurdering på 5,4 ud af 10 mulige point.

### Danmark
Også de danske anmeldelser var temmelig blandede. Berlingske tildelte kun filmen én stjerne ud af seks og kaldte den en af de ringeste film i nyere tid. Anmelderen mente, at Disneys årelange forsøg på at genoplive deres klassiske tegnefilm med rigtige skuespillere virkede som en parade af pinlige misforståelser. Politikens anmelder tildelte to hjerter og kaldte filmen en tandløs, søvndyssende rodebunke. Lidt mere positiv var Filmmagasinet Ekko, der gav fire stjerner og skrev, at filmen var solidt håndværk og ikke den katastrofe, som folkedomstolen på forhånd havde villet gøre den til.